# Скот О'Дел
Скот О'Дел (на английски: Scott O'Dell) е американски журналист и писател, автор на произведения в жанровете детска литература, исторически роман и научна фантастика.

## Биография и творчество
Скот О'Дел е роден на 23 май 1898 г. в Лос Анджелис, Калифорния, САЩ, в семейството на Бенет О'Дел и Мей Габриел. Рожденото му име е Одел Габриел Скот (на английски: Odell Gabriel Scott). Когато го публикуват изписват грешно името му като Скот О'Дел и той решава да запази това име. Като дете се премества със семейството си в Южна Калифорния. Баща му е далечен роднина на сър Уолтър Скот. След гимназията за кратко служи в армията по време на Първата световна война. След уволнението си от армията учи висше образование в различни университети – през 1919 г. в университета „Осидентъл“, през 1920 г. в университета на Уисконсин, през 1920-1921 г. в Станфордския университет, и през 1925 г. в Римски университет „Ла Сапиенца“. Във всеки университет учи специалностите, които го интересуват – историята, психологията и литературата, без да получи диплома за завършена степен.
След като напуска Станфордския университет започва работа в компанията „Палмър Филмплей“ в Холивуд, където редактира неми филми. Публикува първата си документална книга „Representative Photoplays Analyzed“ през 1924 г. за редактиране на любителски филми. После приема работа в „Paramount Pictures“, и пътува до Италия, където работи като оператор на версията на „Бен Хур“ от 1925 г. След приключване на продукцията остава в Рим и се насочва към писателската си кариера. Ръкописът му от периода в Рим остава непубликуван.
Завръща се в Калифорния и започва работа към „Лос Анджелис Таймс“ и „Лос Анджелис Мирър“. Едновременно продължава да пише и през 1934 г. издава първия си исторически роман „Woman of Spain: A Story of Old California“. По време на Втората световна война служи във Военновъздушните сили в Тексас.
След войната продължава да пише и издава още два романа преди да се завърне в журналистиката и да стане редактор на книги за „Los Angeles Daily News“. В този период изписват името му грешно и той го приема като го променя законно. Докато работи като редактор публикува през 1957 г. туристически пътеводител за Южна Калифорния – „Държава на слънцето: Южна Калифорния – неформална история и пътеводител“.
Докато прави проучвания за книгата чува легендарната история на „Изгубената жена на остров Сан Николас“, истинската история на последната жена от индианското преме „николеньо“, наречена Хуана Мария, която остава сама на остров Сан Никола в Тихия океан в продължение на 18 години в средата на 19 век. Той преразказва легендата в историята на Карана, малкото американско момиче живеещо само сред суровото време, дивите кучета и трайна самота на Острова на сините делфини. Книгата му „Островът на сините делфини“ е публикувана през 1960 г. и става най-известното му произведение. За нея получава няколко награди, вкл. престижната награда за детска литература в САЩ – медал „Нюбъри“. Определена е за една от най-добрите книги за деца. През 1964 г. е екранизиран в едноименния филм с участието на Селия Кей и Джордж Кенеди.
Успехът му насочва бъдещата му кариера и той продължава да пише само за деца, като става един от най-известните автори на исторически романи за деца през 60-те и 70-те години. Много от романите му са за историческите Калифорния и Мексико, и за историята на инките и маите. От 1975 г. пише своите книги в дома си, построен в отдалечена горска местност на брега на красиво езеро в щата Ню Йорк, като черпи ценен опит и вдъхновение от самата природа. Три от романите му са екранизирани.
Получава наградата за детска литература на Университета на Южен Мисисипи през 1976 г. и медала „Реджина“ на Асоциацията на католическите библиотеки. Печели почти всички награди за детска литература, вкл. наградата „Андерсен“ през 1972 г.
През 1981 г. учредява литературна награда в размер на 5000$ на свое име за постижения в областта на историческата литература за деца.
Скот О'Дел умира от рак на простатата на 15 октомври 1989 г. в Моунт Киско, щат Ню Йорк. Пепелта му е разпръснато над Тихия океан край Ла Хола, Калифорния.
Съпругата му Елизабет Хол, редакторка на книги, завършва последните му два романа и ги публикува посмъртно.

## Произведения

### Самостоятелни романи
- Woman of Spain (1934)
- Hill Of The Hawk (1947)
- Man Alone (1953) – с Уилям Дойл
- The Sea Is Red (1958)
- Journey to Jericho (1964)
- The King's Fifth (1966) – награда „Нюбъри“
- The Black Pearl (1967) – награда „Нюбъри“
- Dark Canoe (1968)
- Sing Down the Moon (1970) – награда „Нюбъри“
- The Treasure of Topo-El-Bampo (1972)
- The Cruise of the Arctic Star (1973)
- Child of Fire (1974)
- The Hawk That Dare Not Hunt By Day (1975)
- The 290 (1976)
- Carlota (1977)
- Kathleen, Please Come Home (1978)
- The Daughter of Don Saturnino (1979)
- Sarah Bishop (1980)
- The Spanish Smile (1982)
- The Castle in the Sea (1983)
- Alexandra (1984)
- Streams to the River, River to the Sea (1986)
- The Road to Damietta (1987)
- The Serpent Never Sleeps (1987)
- Black Star, Bright Dawn (1988)
- My Name Is Not Angelica (1988)
- Thunder Rolling In the Mountains (1992) – с Елизабет Хол
- Venus Among the Fishes (1995) – с Елизабет Хол

### Серия „Островът на сините делфини“ (Island of the Blue Dolphins)
1. Island of the Blue Dolphins (1960) – награда „Нюбъри“
Островът на сините делфини, изд.: ИК „Пан“, София (1998), прев. Стефка Хрусанова
2. Zia (1976)

### Серия „Седемте змии“ (Seven Serpents)
1. The Captive (1979)
2. The Feathered Serpent (1981)
3. The Amethyst Ring (1983)

### Документалистика
- Representative Photoplays Analyzed (1924)
- Country of the Sun (1957)

### Екранизации
- 1964 Island of the Blue Dolphins – по романа
- 1977 The Black Pearl – по романа
- 1982-1983 Тайнствените златни градове, Les Mystérieuses Cités d'Or / Taiyô no ko Esteban – ТВ сериал, 39 епизода
- 2012-2013 Les mystérieuses cités d'or – ТВ сериал, 26 епизода, по „Петият крал“

### Книги за писателя
- Скот О'Дел – от Дейвид Ръсел